# أبيلا (بيريا)

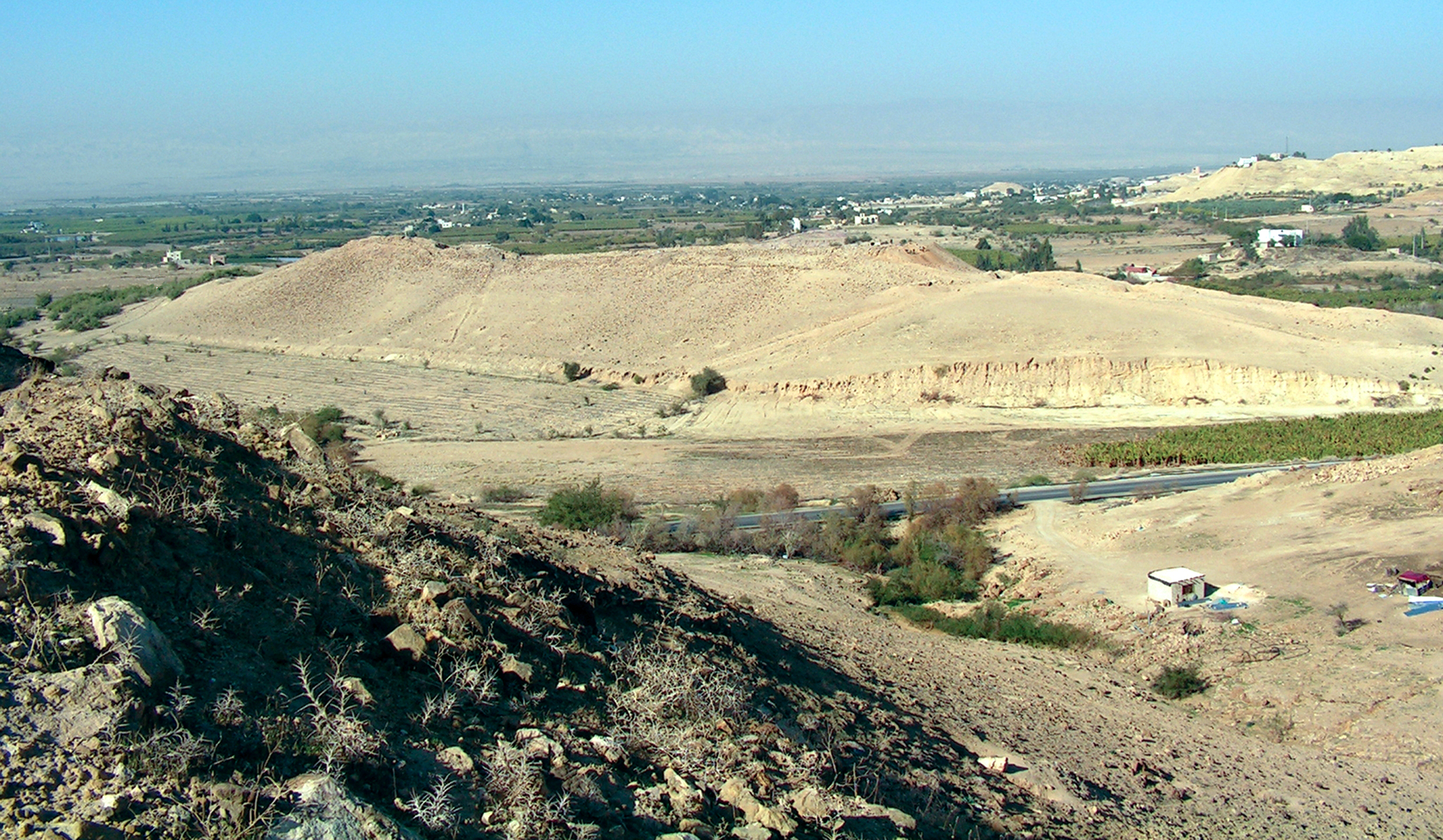
تل الحمام الذي يعرفه معظم العلماء باسم عبد الشطيم.

أبيلا كانت مدينة قديمة شرق نهر الأردن في موآب، فيما بعد بيرايا، بالقرب من ليفياس، على بعد حوالي 12 كم شمال شرق الشاطئ الشمالي للبحر الميت. هناك نظرية مدعومة على نطاق واسع مفادها أنه في الكتاب المقدس العبري، يشار إليه باسم عبد الشطيم، وكذلك في الأشكال الأقصر شطيم.  

## جوزيفوس أبيلا (القرن الأول الميلادي)
ذكر جوزيفوس  أنه كانت هناك في وقته بلدة، أبيلا، «مليئة بأشجار النخيل»، على مسافة ستين استادا  من الأردن، ووصفها بأنها المكان الذي ألقى فيه موسى نصائح تثنية. يقال أنه حتى يومنا هذا بستان أكاسيا ليس بعيدًا عن المكان، على الرغم من عدم العثور على أشجار النخيل كما ذكرها جوزيفوس. ربما لم يميز جوزيفوس أو مصادره السنط من النخيل.

يتم تحديد عبد الشطيم بالمنطقة المحيطة بتل الحمام في العصر البرونزي المتأخر.
خلال الحرب اليهودية الرومانية الأولى، تم احتلال أبيلا من قبل الجيش الإمبراطوري الروماني، واستخدمها لإعادة توطين الفارين الذين انضموا إلى الرتب الرومانية.